# Опперт, Юлиус
Ю́лиус О́пперт (нем. Julius Oppert), позднее Жюль Оппе́рт (фр. Jules Oppert; 9 июля 1825, Гамбург — 21 августа 1905, Париж) — германо-французский востоковед. Родился в Гамбурге в еврейской семье. Брат Густава и Эрнста Якова Оппертов. Автор термина шумерский язык.

## Биография
После обучения в университетах Гейдельберга, Бонна и Берлина Опперт в 1847 году окончил Университет Киля. В следующем году он переехал во Францию, где стал преподавателем немецкого языка в Лавале и Реймсе. Свободное время он уделял востоковедению, в котором достиг больших успехов ещё в Германии.
В 1851 году Опперт присоединился к французской археологической миссии в Месопотамию и Мидию под руководством Фульжанса Френеля. По возвращении в 1854 году учёный был признан французским гражданином в знак признания его заслуг. Он занялся анализом результатов экспедиции, уделяя особое внимание клинописным надписям, собранным им же.
В 1855 году Опперт опубликовал «Écriture Anarienne», где изложил теорию, согласно которой язык, на котором первоначально говорили в Ассирии, по происхождению был туранским (родственным турецкому и монгольскому языкам), а не арийским или семитским, и именно его носители изобрели клинопись. Хотя классификация надписей как туранских была впоследствии отклонена исследователями, выводы автора об особом, отличном от других шумерском языке (название, введённое в науку самим Оппертом в 1869 году) и происхождении его письма со временем нашли подтверждение.
В 1856 году Опперт опубликовал «Chronologie des Assyriens et des Babyloniens». В 1857 году он был назначен профессором санскрита и сравнительной филологии в языковой школе при Национальной библиотеке Франции; занимая эту должность, он выпустил свою «Grammaire Sanscrite» (1859). Однако основное его внимание было приковано к Ассирии и всему, с нею связанному.
Его отчёт о миссии Френеля и результаты исследований были опубликованы как «Expédition Scientifique en Mésopotamie» (1859—1863), в то время как второй том вышел под названием «Déchiffrement des inscriptions cunéiformes».
В 1865 году Опперт выпустил историю Ассирии и Халдеи («Histoire des Empires de Chaldée et d’Assyrie») в контексте новых археологических находок. Его грамматика «Éléments de la grammaire assyrienne» была опубликована в 1868 году. В 1869 году Опперт был назначен профессором ассирийской филологии и археологии в Коллеж де Франс. В 1876 году Опперт сосредоточился на древностях Мидии и её языке, выпустив в 1879 году «Le Peuple et la langue des Médes». В 1881 году он был принят в Академию надписей, а в 1890 году был избран в состав её руководства.
Юлиус Опперт умер в Париже 21 августа 1905 года.